# توجيه شعاعي

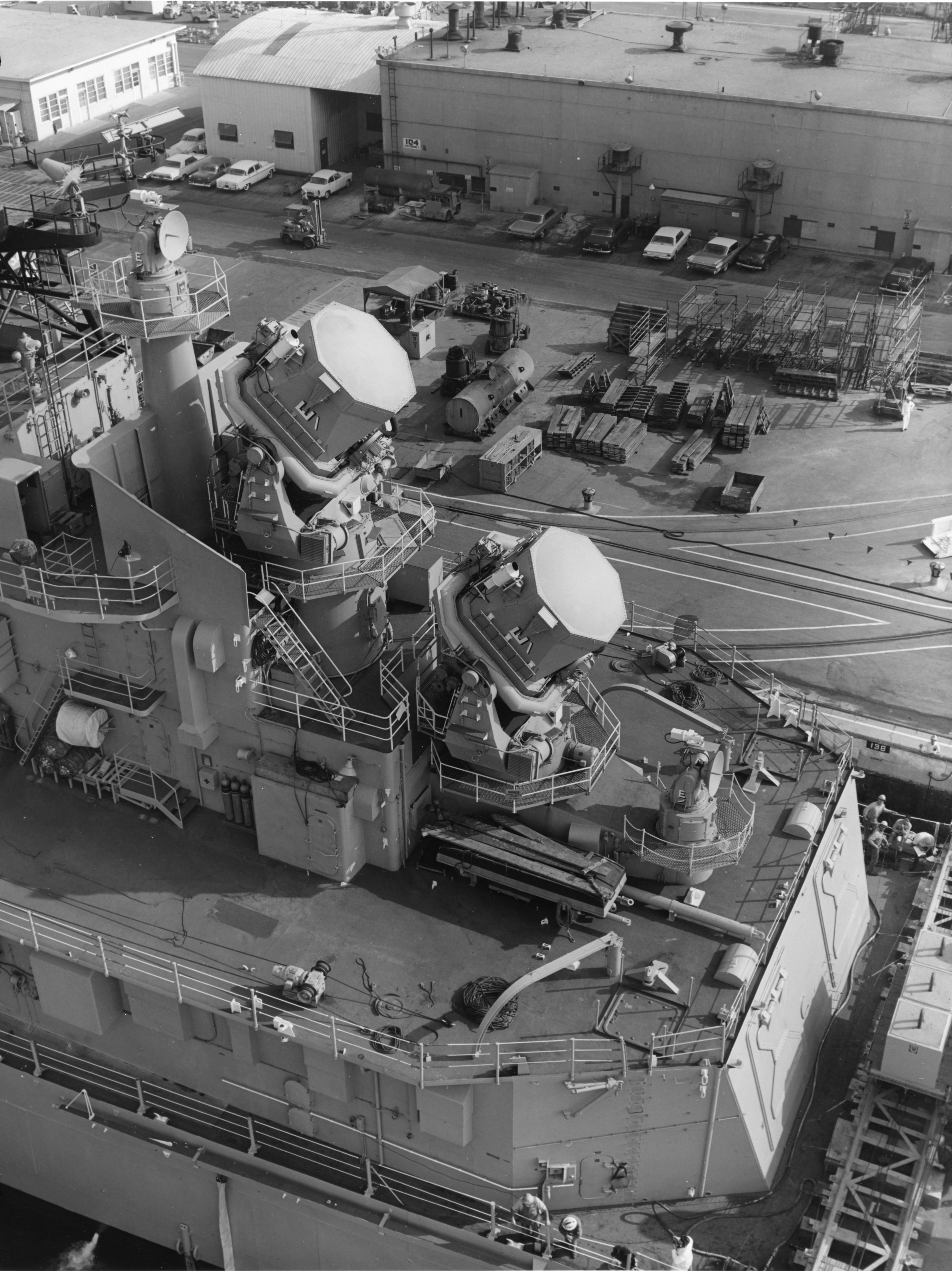

التوجيه الشعاعي بالرادار (يطلق عليها أحيانا "ركوب الشعاع") إنجليزية: Beam riding) هو أحد طرق توجيه الصواريخ. تعد أحد الصور البدائية للتوجيه بالرادار وأحيانا بالليزر.

## نظرية العمل
تطلق الطائرة شعاعا ضيقا من الطاقة الرإدارية على الهدف ثم يطلق الصاروخ على الشعاع وتحافظ حساسات معينة على بقاء الصاروخ داخل الشعاع. وطالما ظل الشعاع على الهدف يظل الصاروخ راكبا الشعاع منطلقا نحوه حتى يعترضه. بينما تعد الطريقة سهلة نظريا، إلا أن المحافظة على ثبات الشعاع على الهدف وفي نفس الوقت الطيران بالطائرة المطلقة للصاروخ نفسها والانتباه لمضادات العدو كل في أن واحد يعد صعبا.

## التطبيق الحالي
لا تستخدم هذه الطريقة (خصوصا ذات التوجيه بالرادار) في توجيه الصواريخ في الوقت الحالي نظرا لسهولة اكتشافها ورصدها من قبل الهدف وإمكان تفاديها. أما تلك الموجهة بالليزر فيوجد بعض Köppen في اكتشافها.